# Elecciones generales de Austria de 1959
Las elecciones parlamentarias fueron realizadas en Austria el 10 de mayo de 1959.
A pesar de que el Partido Socialdemócrata recibió más votos, el Partido Popular Austríaco conservó su pluralidad en los escaños. El Partido Comunista de Austria perdió sus tres escaños restantes y no ha regresado al Consejo Nacional desde entonces. La participación electoral fue de un 94.2%.  La gran coalición que había gobernado el país desde 1945 permaneció en el poder, con líder del Partido Popular, Julius Raab como Canciller y al dirigente socialdmócrata Bruno Pittermann como Vicecanciller.

## Resultados
|                         |                                      |           |      |         |       |
| Partido                 | Partido                              | Votos     | %    | Escaños | +/–   |
|                         | Partido Socialdemócrata              | 1.953.935 | 44.8 | 78      | +4    |
|                         | Partido Popular Austriaco            | 1.928.043 | 44.2 | 79      | –3    |
|                         | Partido de la Libertad de Austria    | 336.110   | 7.7  | 8       | +2    |
|                         | Partido Comunista                    | 142,578   | 3.3  | 0       | –3    |
|                         | Liga de los Socialistas Democráticos | 2.190     | 0.1  | 0       | Nuevo |
|                         | Votos en blanco/nulos                | 61.802    | –    | –       | –     |
| Total                   | Total                                | 4.424.658 | 100  | 165     | 0     |
| Fuente: Nohlen & Stöver |                                      |           |      |         |       |